# دينيس فيانا دا سيلفا
دينيس فيانا دا سيلفا هو لاعب كرة قدم برازيلي في مركز الدفاع، ولد في 3 سبتمبر 1986 في كيوباتو في البرازيل. لعب مع نادي إسكلستونا ونادي بارانا ونادي سكندربيو كورتشه ونادي موجي ميريم.

## وصلات خارجية
- دينيس فيانا دا سيلفا على موقع اتحاد السويد (السويدية)
- دينيس فيانا دا سيلفا على موقع قاعدة بيانات كرة القدم.إي يو (الإنجليزية)
- دينيس فيانا دا سيلفا على موقع Soccerway.com (الإنجليزية)